# LVS (軍用車両)
LVS（Logistics Vehicle System）は、アメリカ合衆国のオシュコシュ社によって開発され、アメリカ海兵隊で運用されている8輪構造（トラクターユニット4輪、トレーラーユニット4輪）、積載量10～20tクラスの輸送用大型軍用車両シリーズの名称である。
2009年に登場した改良型のLVSR（Logistics Vehicle System Replacement）は連結機構を廃し、10×10輪駆動の車両となっている。

## 概要
LVSは1985年にM123 10tトラクターの後継としてアメリカ海兵隊に採用された輸送用の大型車両で、アメリカ陸軍で採用されているHEMTT（Heavy Expanded Mobility Tactical Truck）やPLS（Palletized Load System）と類似する車両であるが、これらの車種との大きな違いとして、前部のトラクターユニットと後部のトレーラーユニットが連結されて運用される構造になっている事が挙げられる。
改良型のLVSRは2009年に実践配備された新型車両で、前部・後部の連結機構を廃止し10×10輪駆動の通常のトラックの構造となり、陸軍のPLSとほぼ同様の車両になっている他、MTVRと同様のTAK-4サスペンションシステムの採用、装甲銃塔（MCTAGS）の搭載、追加装甲キット適用などの改良が行われており、アメリカ海兵隊のアフガニスタン紛争への作戦にMTVRやMRAP、M-ATVと共に派遣され実戦で使用されている。
LVS・LVSRは、第二次世界大戦で使用されたM25戦車運搬車と同様、"ドラゴンワゴン"と呼ばれる事もある。

## LVSのバリエーション
LVSのトラクターユニットはFront Power Unit, FPUと呼ばれ、後部トレーラーユニットはRear Body Unit, RBUと呼ばれる。RBUは用途に応じ、何種類かのタイプが用意されている。

### FPU
Mk48 FPU
基本型のFPU。450馬力のデトロイトディーゼル製V8エンジンとアリソン製オートマチック変速機を搭載している。キャブ部分はHEMTTとほぼ同様の形状である。
Mk48A1 FPU
Mk48の小改良型で、バッテリーボックスの改良、吸気口カバー改良、手すりや足掛けの追加などが行われている。

### RBU
Mk14 Trailer, Container Transporter
ISO規格の20フィートコンテナを搭載可能なフラットベッドトレーラー。1台のMk48に2両のMK14を連結して使用する事も可能である。
Mk15 Trailer, Wrecker-Recovery
LVSを軍用回収車/レッカー車として使用するためのユニットで、ウィンチおよびブームクレーンを装備している。
Mk16 Trailer, Semitrailer Adapter
Mk16を連結したLVS全体を大型のトラクターユニットとし、より長いM870セミトレーラーを連結するために使用される連結器搭載のトレーラーユニット。
Mk17 Dropside Cargo With Material Handling Crane
通常のカーゴトラックのような、起倒式の側面板を持ったトラクターユニット。Mk14と同様に20フィートのISOコンテナを搭載する事も可能である。また、荷台後部に荷物の積み降ろしに使用できるクレーン（Material Handling Crane, MHC）が装備されている。
Mk18 Trailer, Ribbon Bridge/Container Transporter
リボンブリッジ（ポンツーン）やコンテナの積み下ろしのため、荷台部分に積み下ろし機構を備えたトレーラーユニット。荷台全体を後ろに傾け、大型のアームで荷物の積み下ろしが可能。

## LVSRのバリエーション
LVSRではFPU、RBUの分割構造は無くなり、10×10輪駆動トラックとなっている。従来のLVSと同様、カーゴ型・回収車型・トラクター型が開発されている。
MKR15 TRUCK WRECKER, 10X10
MK15の後継に相当する軍用回収車/レッカー車仕様で、回収用ウィンチ、クレーンを装備している。2011年より実戦配備。
MKR16 TRUCK TRACTOR, 10X10
MK16の後継に相当する、M870セミトレーラー連結用の連結器搭載ユニット。2011年より実戦配備。
MKR18 TRUCK, CARGO, 10X10
LVSRでは最初に配備されたタイプで、従来のLVSのMK14・MK17・MK18の後継に相当するコンテナ搭載用カーゴトラック。MK18と同様の積み下ろし機構を備えている。

## 画像

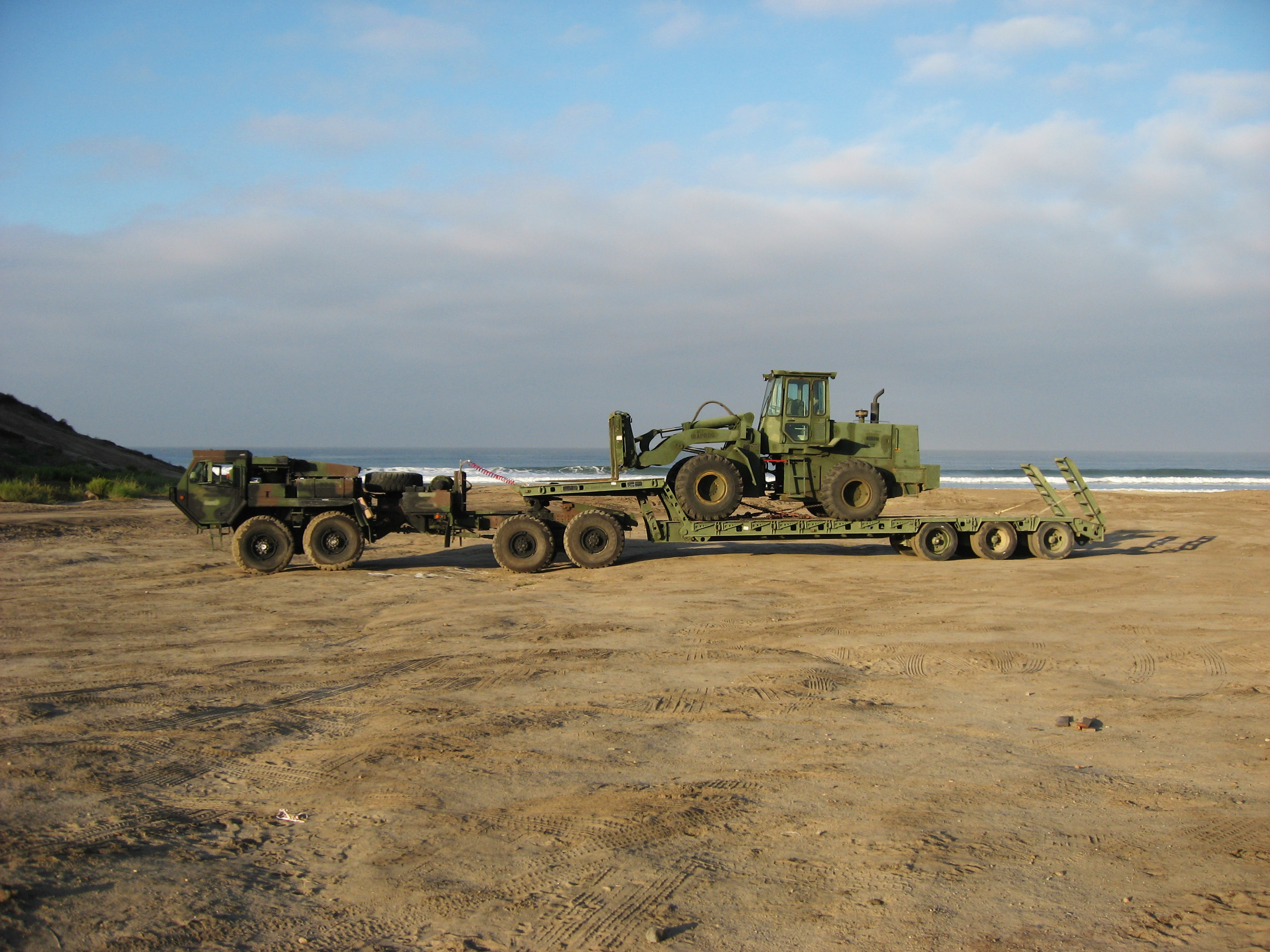
M870セミトレーラーを牽引するMK48/MK16 LVS。
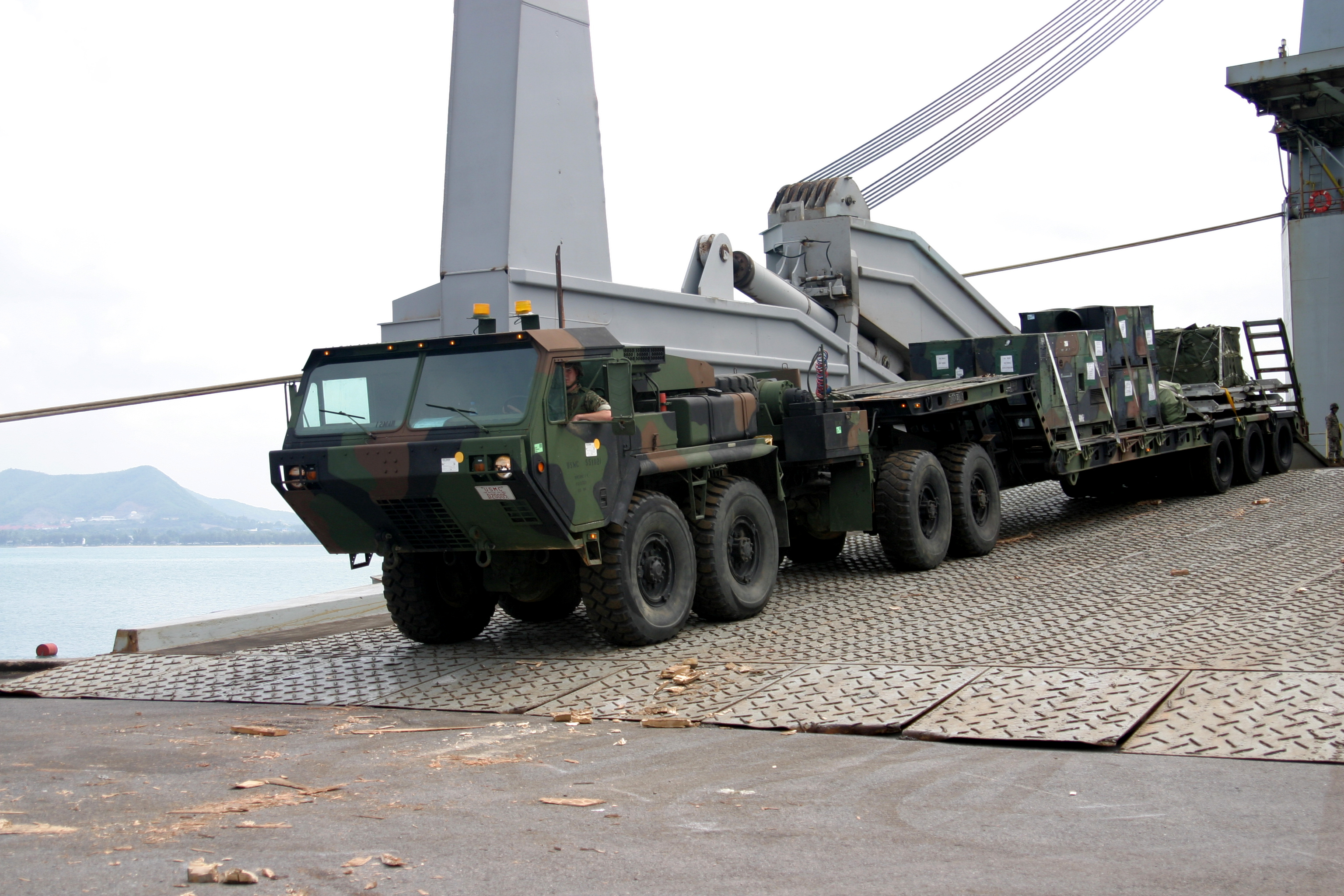
M870セミトレーラーを牽引するMK48/MK16 LVS。
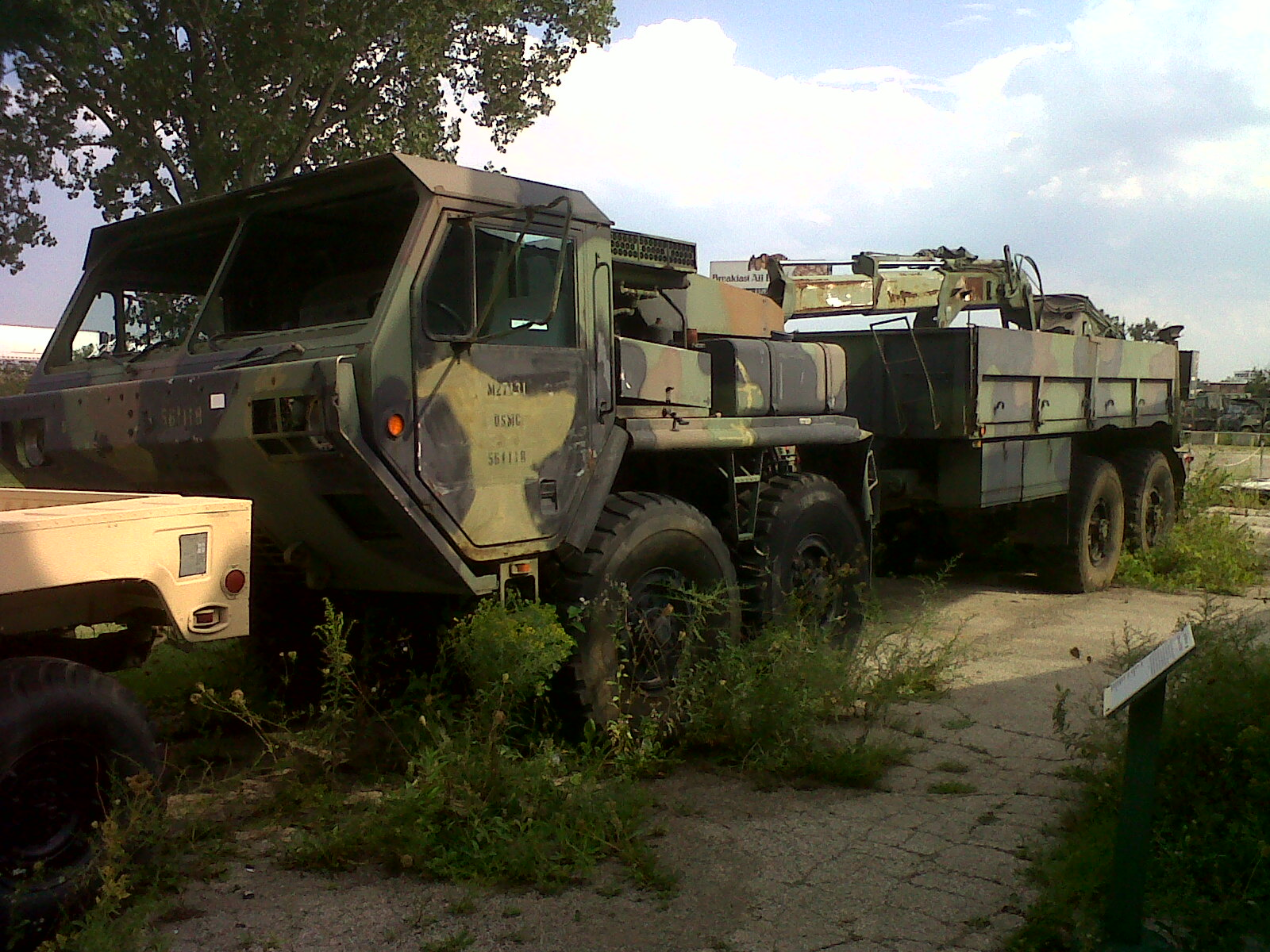
MK48/MK17 ドロップサイドカーゴ型LVS。
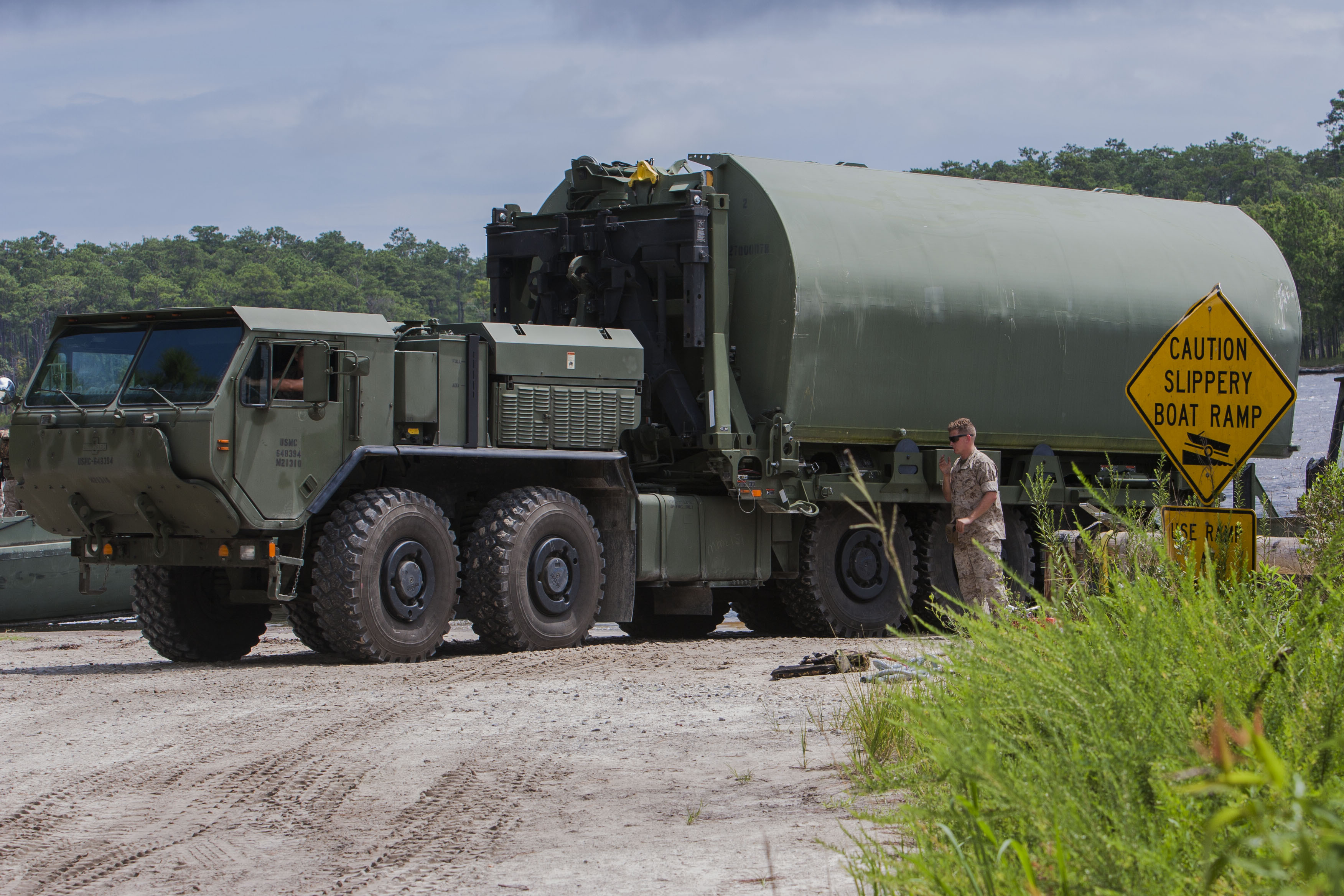
リボンブリッジを搭載したLVSR。
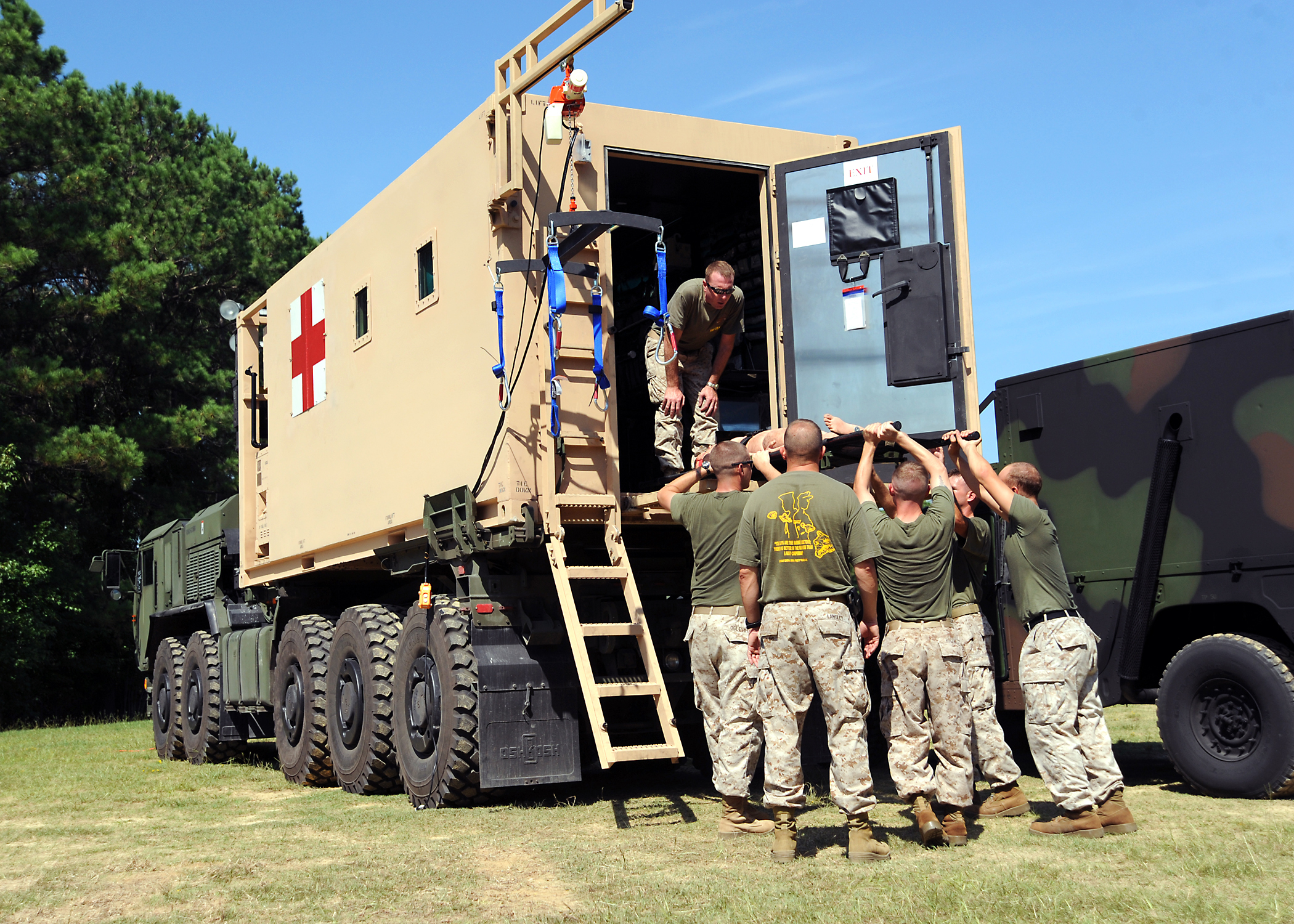
救急車仕様のLVSR。
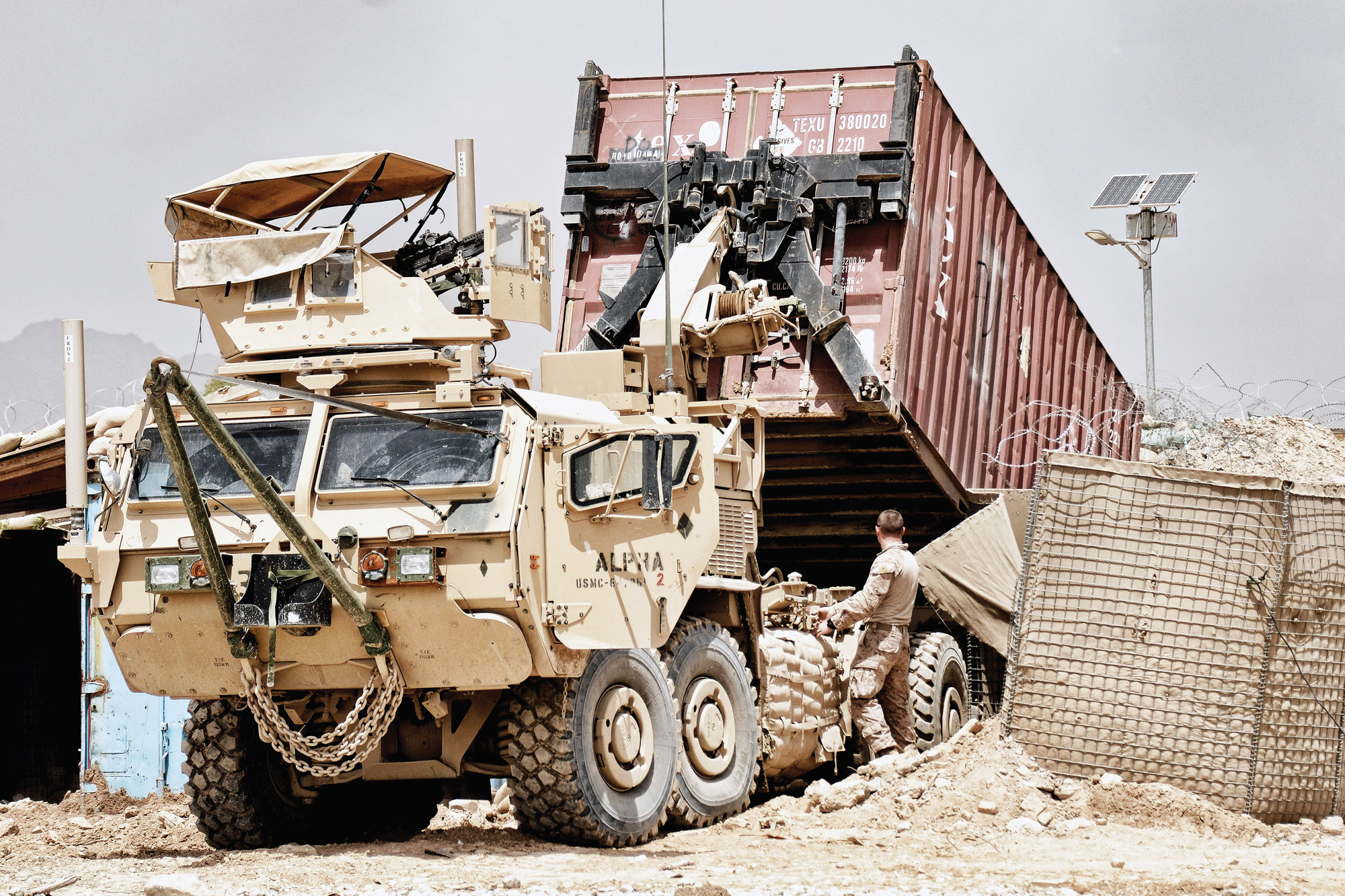
積み下ろし装置を使用しているLVSR。アフガニスタン派遣車両。
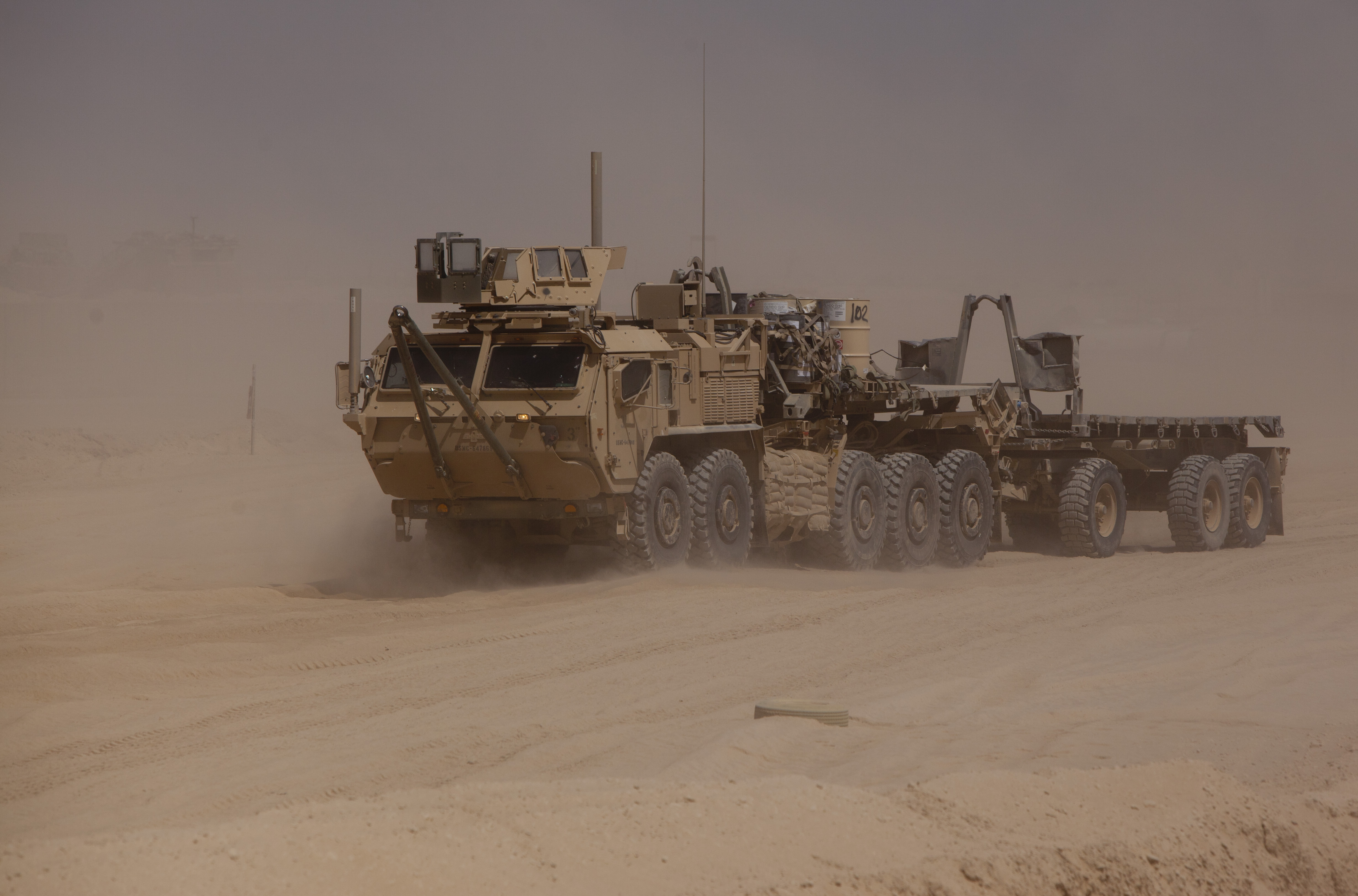
6輪トレーラーを連結したLVSR。
クーガー装甲車と共に移動中のLVSR。2014年、アフガニスタン。
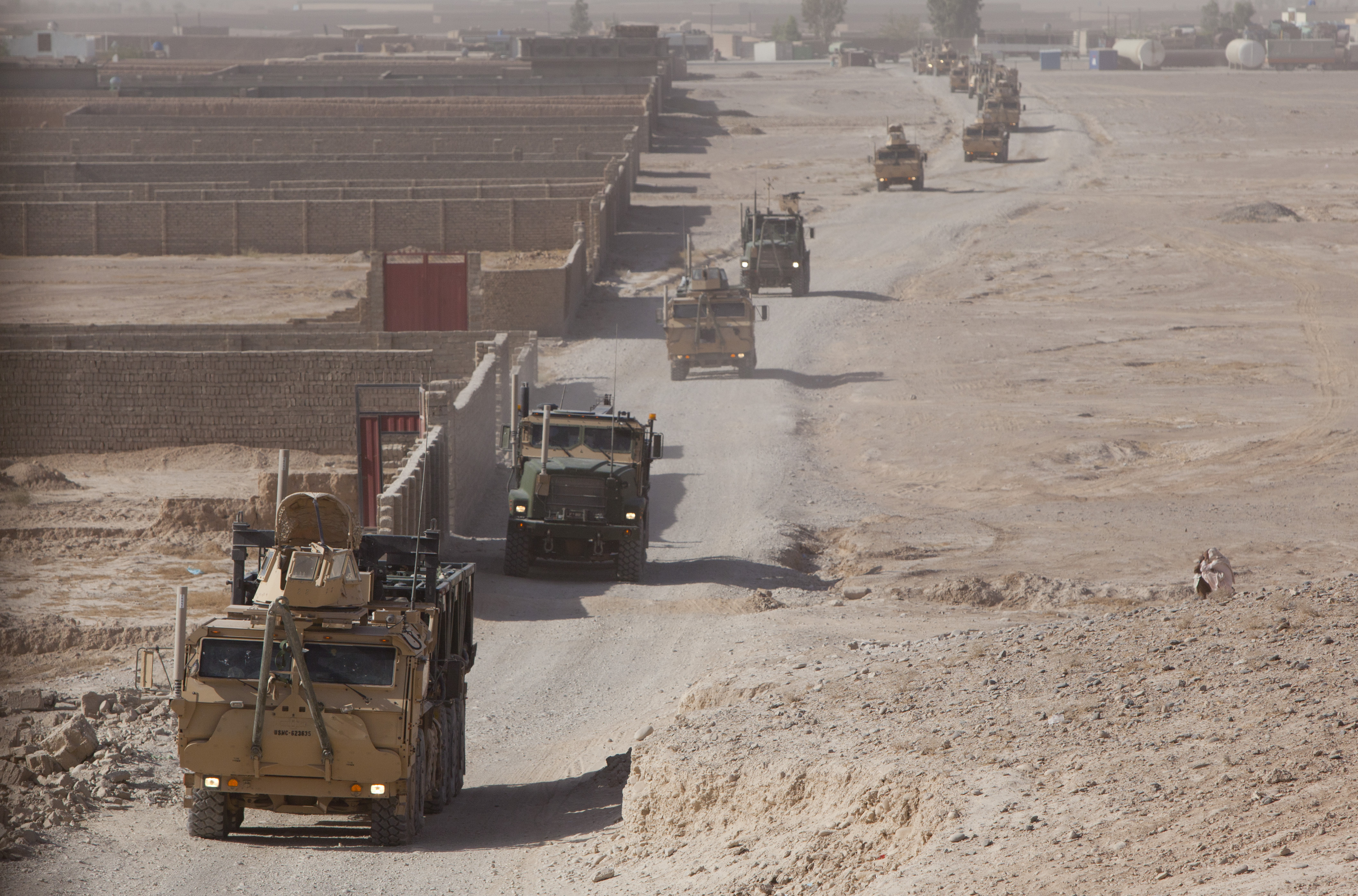
MTVRと共に移動中のLVSR。2013年、アフガニスタン。
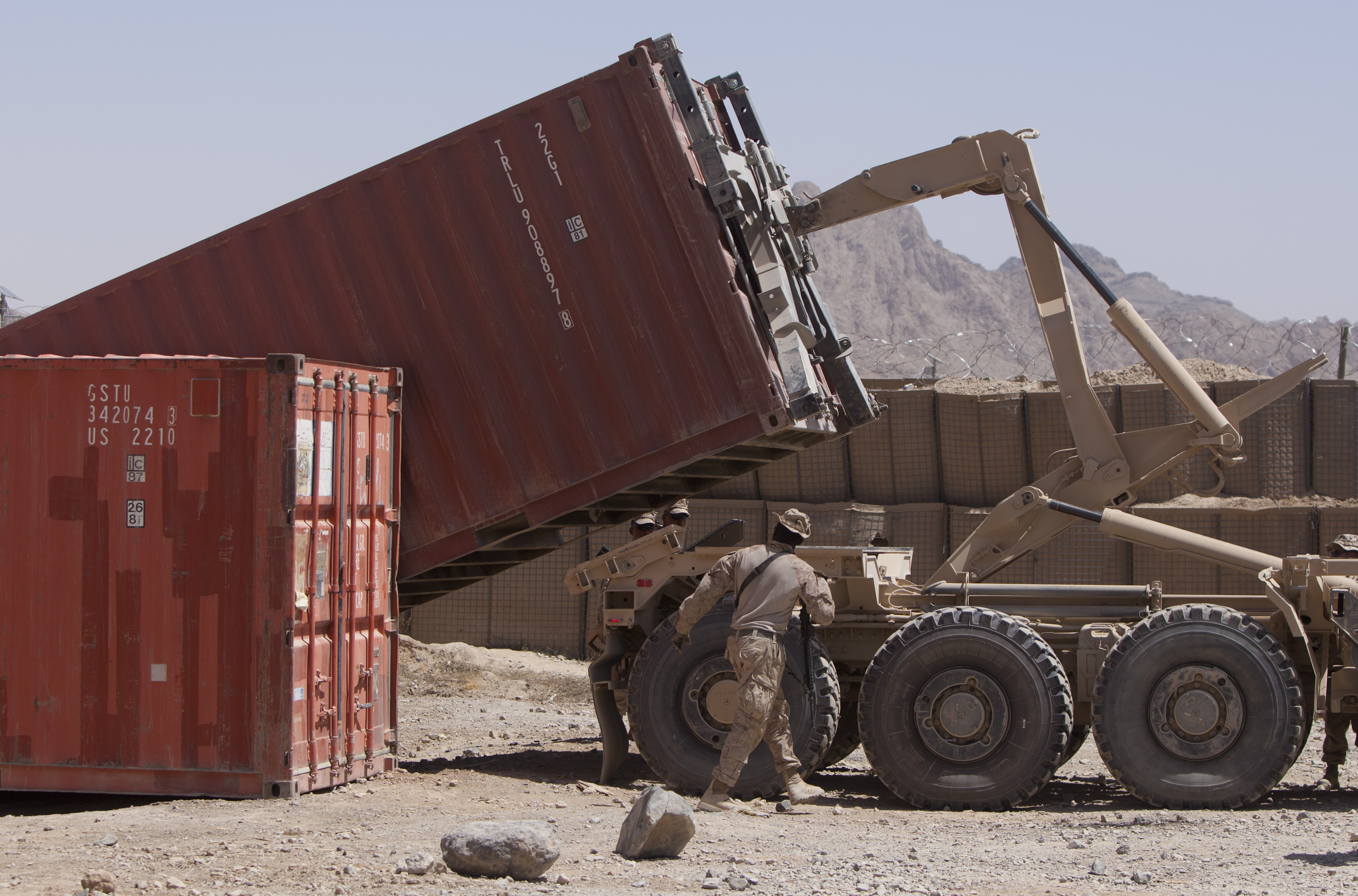
MKR18 LVSRの積み下ろしアーム。